# 11. etape af Tour de France 2010
Elvte etape af Tour de France 2010 var en 184,5 km lang flad etape. Den blev kørt torsdag d. 15. juli fra Sisteron til Bourg-lès-Valence.
- Etape: 11. etape
- Dato: 15. juli
- Længde: 184,5 km
- Danske resultater:

134. Jakob Fuglsang + 4.41
135. Nicki Sørensen + 4.41
136. Chris Anker Sørensen + 4.41
140. Matti Breschel + 7.41
147. Brian Vandborg + 7.41
- Gennemsnitshastighed: 39,1 km/t

## Point- og bjergspurter

### 1. sprint (Montlaur-en-Diois)
Efter 83,5 km
| Vinder | Anthony Geslin       | 6p |
| 2.     | Stéphane Augé        | 4p |
| 3.     | José Alberto Benítez | 2p |

### 2. sprint (Mirabel-et-Blacons)
Efter 130 km
| Vinder | Stéphane Augé        | 6p |
| 2.     | Anthony Geslin       | 4p |
| 3.     | José Alberto Benítez | 2p |

### 1. bjerg (Col de Cabre)
3. kategori stigning efter 56,5 km
| Plads | Navn                 | Point |
| ----- | -------------------- | ----- |
| 1.    | José Alberto Benítez | 4     |
| 2.    | Stéphane Augé        | 3     |
| 3.    | Anthony Geslin       | 2     |
| 4.    | Jérôme Pineau        | 1     |

## Resultatliste
|    | Navn                 | Land           | Hold                  | Tid     |
| -- | -------------------- | -------------- | --------------------- | ------- |
| 1  | Mark Cavendish       | Storbritannien | Team HTC-Columbia     | 4:42.29 |
| 2  | Alessandro Petacchi  | Italien        | Lampre-Farnese Vini   | + 0.00  |
| 3  | Tyler Farrar         | USA            | Garmin-Transitions    | + 0.00  |
| 4  | José Joaquín Rojas   | Spanien        | Caisse d'Epargne      | + 0.00  |
| 5  | Robbie McEwen        | Australien     | Team Katusha          | + 0.00  |
| 6  | Yukiya Arashiro      | Japan          | Bbox Bouygues Telecom | + 0.00  |
| 7  | Thor Hushovd         | Norge          | Cervélo TestTeam      | + 0.00  |
| 8  | Lloyd Mondory        | Frankrig       | Ag2r-La Mondiale      | + 0.00  |
| 9  | Jürgen Roelandts     | Belgien        | Omega Pharma-Lotto    | + 0.00  |
| 10 | Gerald Ciolek        | Tyskland       | Team Milram           | + 0.00  |
| 11 | Sébastien Turgot     | Frankrig       | Bbox Bouygues Telecom | + 0.00  |
| 12 | Edvald Boasson Hagen | Norge          | Team Sky              | + 0.00  |
| 13 | Óscar Freire         | Spanien        | Rabobank              | + 0.00  |
| 14 | Rubén Pérez          | Spanien        | Euskaltel-Euskadi     | + 0.00  |
| 15 | Samuel Sánchez       | Spanien        | Euskaltel-Euskadi     | + 0.00  |

## Manglende ryttere
- 055  Robert Hunter (GRM) stillede ikke til start.
- 109  Charles Wegelius (OLO) stillede ikke til start.
- 117  Mark Renshaw (THR) blev diskvalificeret efter usportslig opførsel i målspurten.